# Juffrouw Jannie
Juffrouw Jannie (fr: Moi'selle Jeanne) is een personage uit de stripreeks Guust. Zij verscheen voor het eerst in een strip die op 15 november 1962 in Robbedoes werd gepubliceerd.
Zij is een collega van Guust die stiekem op hem verliefd is. Juffrouw Jannie staat vaak in bewondering voor de uitvindingen van Guust en vindt meestal wel de nodige excuses voor zijn flaters. Jannie krijgt het ook nooit erg hard te verduren. Zelfs haar ritjes met Guust in zijn auto lopen meestal goed af in tegenstelling tot de ritjes met Pruimpit.
In feite is hun relatie voornamelijk vriendschappelijk. Ze spreken elkaar aan met "Juffrouw Jannie" en "meneer Guust", zien elkaar voornamelijk op kantoor al gaan ze er soms samen op uit. Toch bloeit dit nooit op tot een echte relatie. Hun wederzijdse timiditeit verhindert hen om de grote sprong te wagen, behalve in de (dag)dromen van Guust waar alles veel duidelijker wordt: ze vergeten hun gewoonlijke beleefdheidsformules en houden elkaars hand vast tot Kwabbernoot of Pruimpit hem uit zijn dromen haalt. Soms proberen de collega's van Guust de zaak wat te forceren, zoals toen ze Guust en Jannie samen onder de maretak lokten.
In haar eerste verschijningen in de reeks was juffrouw Jannie eerder een timide personage met een klassieke stijl, maar ze evolueert gaandeweg naar een personage dat meer bijdetijds is tot zelfs ronduit "sexy" in een promotiecampagne voor het openbaar vervoer. Jannie draagt een grote bril en is roodharig. Een typische girl-next-door. Aantrekkelijk zonder een opvallende babe te zijn. 
De eerste maal dat ze in de reeks verschijnt, nodigt Guust Flater haar uit voor een verkleed bal waar ze samen als centaur verschijnen. De bedoeling was om het bij deze ene keer te houden, maar tekenaar Franquin zag later meer potentieel in het personage.